# Filippo Antolini
Filippo Antolini (Roma, 15 agosto 1787 – 6 aprile 1859) è stato un architetto e ingegnere italiano.

## Biografia
Filippo Antolini nasce il 15 agosto 1787 da Anna Balestra, sorella dell'architetto Vincenzo Balestra, e da Giovanni Antonio Antolini, architetto e urbanista.
Cresciuto a Roma, in un ambiente culturale vivace e cosmopolita, ancora giovanissimo venne coinvolto nel gruppo di artefici del Foro Bonaparte di Milano, guidato dal padre.
Nel 1803 si trasferì a Bologna con la famiglia e qui si formò come ingegnere, iniziando poi una proficua carriera di progettista.

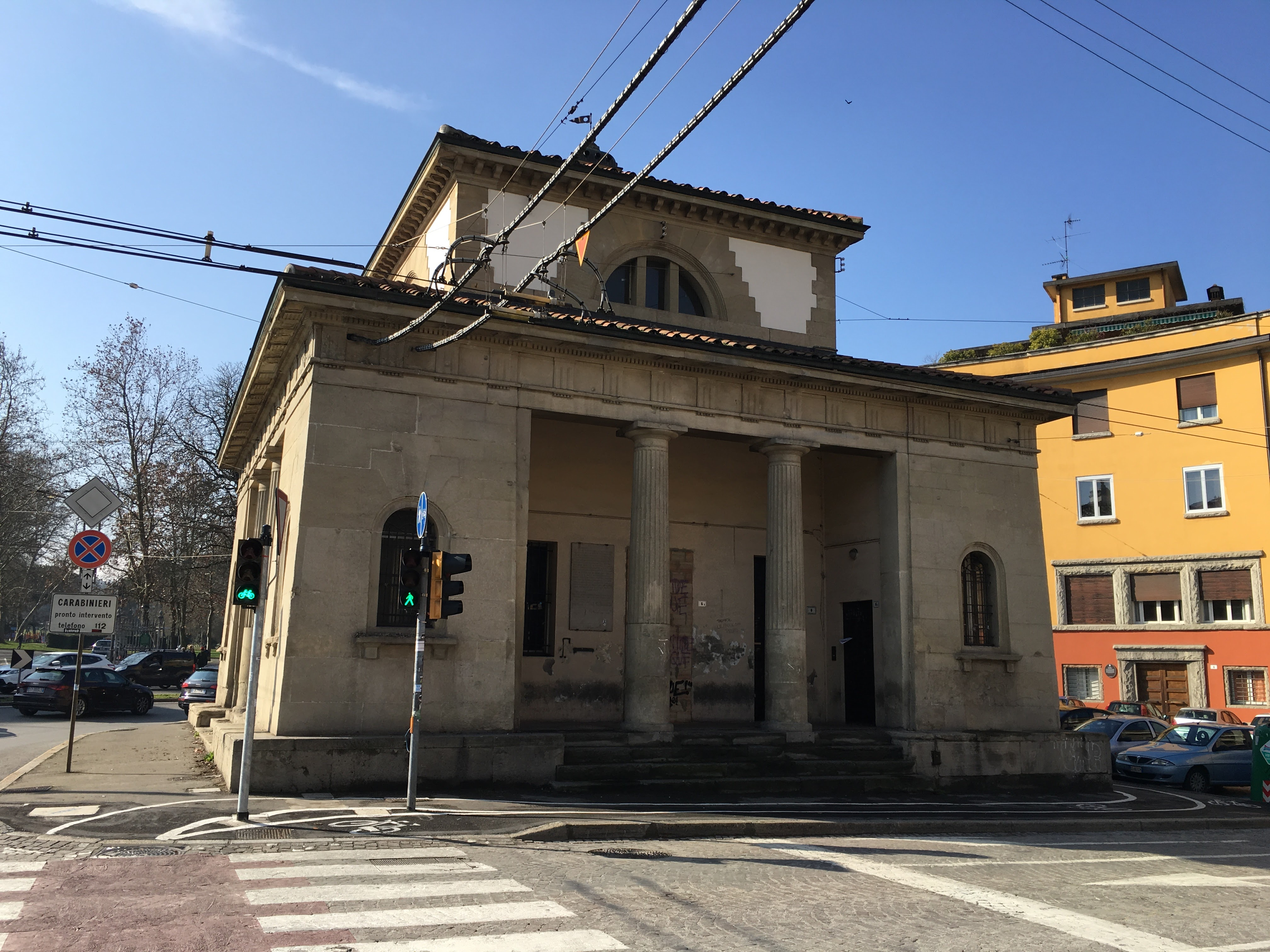
La barriera daziaria di Porta Santo Stefano a Bologna.

Ha costruito e modificato i palazzi dei Baciocchi in città e in villa, ha disegnato la nuova barriera daziaria o Barriera Gregoriana di Porta Santo Stefano (1843), il Teatro anatomico dell'Università di Bologna (1818) e la porta carraia del Palazzo comunale, di fronte alla Dogana Vecchia. Nella Certosa di Bologna ha realizzato i monumenti Beccadelli e Cavazzoni Zanotti.
In regione ha progettato l'edificio delle Terme di Porretta, il tempietto Bragaldi della Villa Centonara a Castel Bolognese, il tempietto di Villa Rossi a Biancanigo, il teatro di Bagnacavallo.
Partendo dalla lezione neoclassica del padre, la sua architettura è approdata, nelle sue ultime opere - la chiesa di San Cassiano a Imola e la chiesa di San Giuseppe dei Cappuccini a Bologna - ad un linguaggio neorinascimentale vicino a quello di Cosimo Morelli.
Filippo Antolini muore il 6 aprile 1859, pochi giorni dopo esser stato colpito da paralisi. È sepolto in Certosa, nel Loggiato delle Tombe al numero 219.

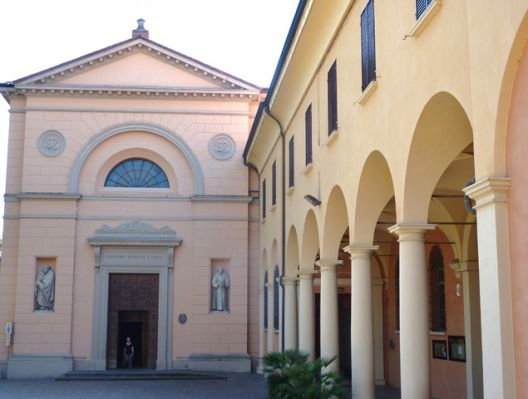
Chiesa di San Giuseppe dei Cappuccini
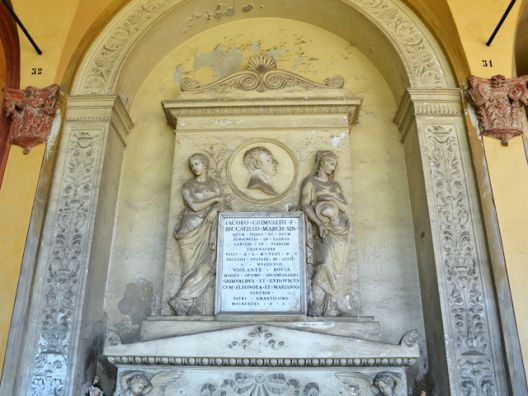
Monumento Beccadelli Grimaldi
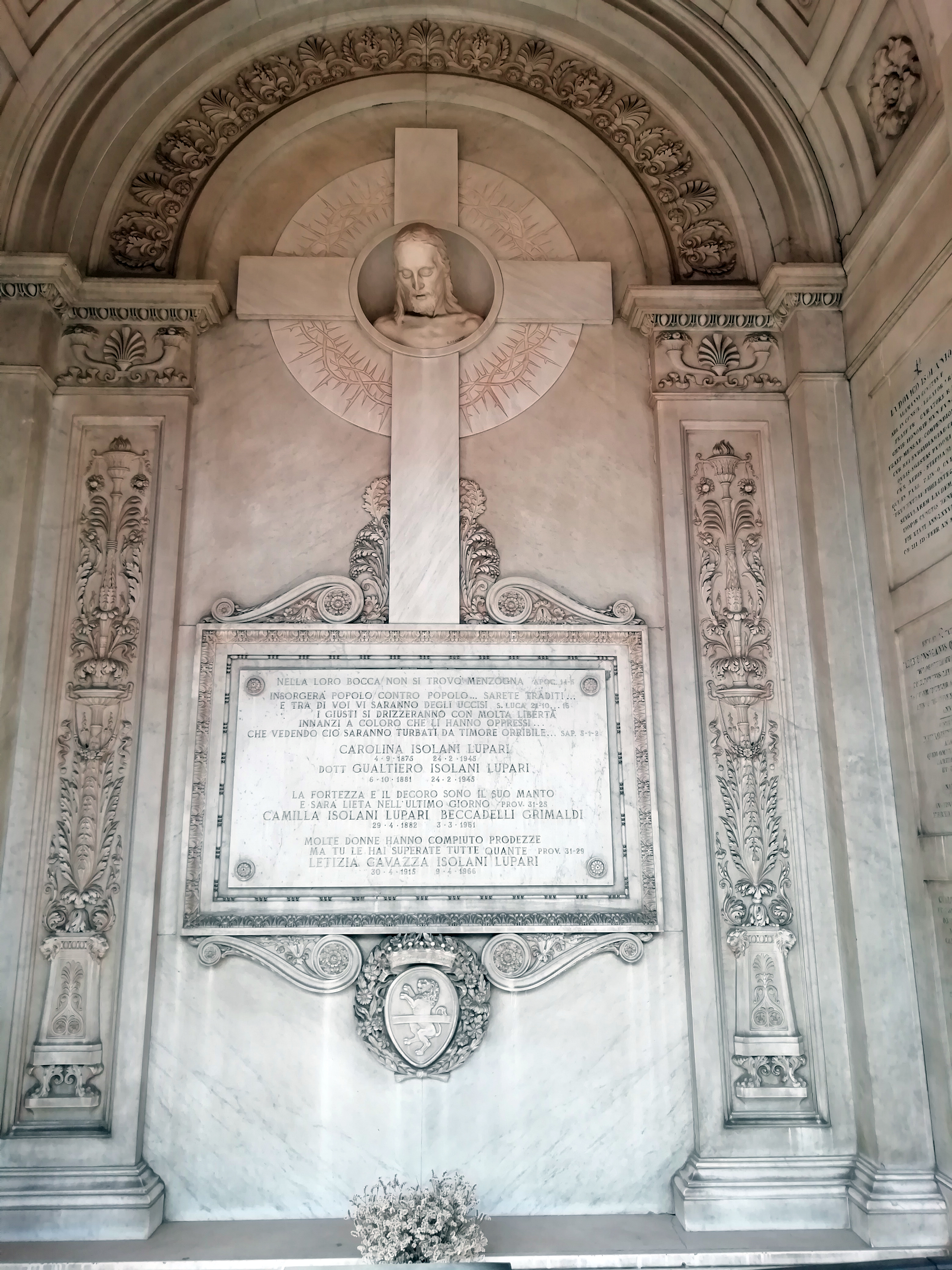
Monumento Isolani Lupari, in collaborazione con Alessandro Franceschi
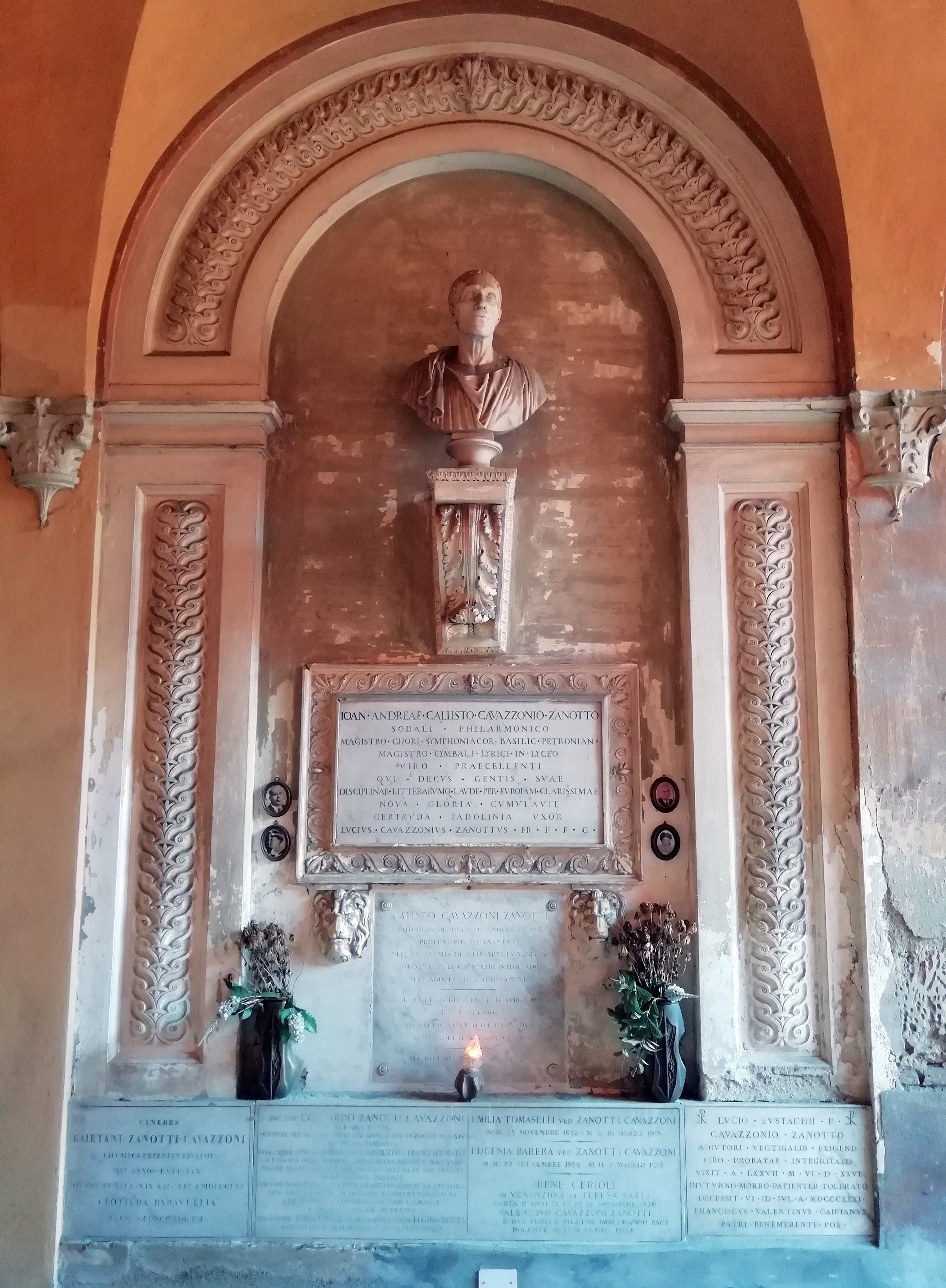
Monumento Cavazzoni Zanotti, in collaborazione con Giacomo De Maria (sculture) e Luigi Trifogli (ornato)